# コモロの国旗
コモロの国旗（コモロのこっき）は、2001年にデザインされ、正式に2001年12月23日に制定された。

## 歴史

### 1886年-1963年（フランスの植民地・海外領土として）

フランス植民地時代の国旗。（フランスの国旗）

コモロ諸島はマヨットに始まりフランスによる植民地化が進められ、1886年にはコモロ諸島全体がフランス領コモロ諸島として植民地化された。1908年、コモロ諸島は共通の行政機関（Colonie de Mayotte et dépendances）による運営となり、フランス領マダガスカル総督の管轄となった。その後1914年にはコモロ諸島はフランス領マダガスカルの一部として併合された。

フランス国の軍旗

イギリス占領時の国旗

第二次世界大戦中の1942年9月25日、イギリス軍は枢軸国であったフランス国領コモロに上陸し、1946年10月13日までコモロを占領した。
1946年10月13日からはコモロは植民地ではなく海外領土となった（フランス領コモロ）。翌年、マダガスカルとの行政上の関係はなくなった。1958年にはコモロでもフランス憲法国民投票が行われ、大多数がフランス共同体へのコモロの加盟を求めた。1960年にグランドコモロ島のモロニに行政機関を移動。これにより他島とマヨットの対立が激化する。1961年には国内自治が認められ、議会が設置された。
議会設置後1960年代後半からコモロでも自治拡大および独立運動が盛んになり、一方マヨットでは他島に対する反発からフランス帰属が支持を得るようになっていった。

### 1963年-1975年

1963年-1975年まで使われた旗。

そして1963年、初めて公式的なコモロの旗が制定される。スザンヌ・ゴーティによるデザインで、緑一色の地に、左端に白い三日月、旗の対角線上に4つ星がある旗である。実際にこの旗は使用されていた。
1974年には独立に対する国民投票が実施され、3島では独立賛成派が多数を占めたものの、マヨットではフランス領残留派が勝利した。

### 1975年-1978年（コモロ国）

1975年-1978年まで使われた旗。

1975年7月6日にコモロ諸島3島は「コモロ国」として独立した（承認はされていない）。コモロ国の誕生に伴い、1975年11月12日より国旗が制定された。国旗は上が赤、下が緑となっており、左上端に三日月と星4つが置かれているものとなっている。比率は2:1。
一方、赤と緑が上下逆になった旗を載せた文献がいくつかあるが、誤りである。
しかし、コモロ国は短期政権で終わり、3年後には国家が変わる。

### 1978年-1992年（コモロ・イスラム連邦共和国）

1978年-1992年まで使われた旗。

1978年、アーメド・アブダラによってクーデターが実効、「コモロ・イスラム連邦共和国」が誕生し、アブダラは独裁体制を敷いた。しかし1989年には独裁体制に対する不満や経済の混乱が原因となってアブダラは暗殺される。
アーメド・アブダラ体制下になった10日後の1978年5月23日から、国旗が変更された。緑地の中心に白い三日月、三日月の先から先にかけて4つの星が並んでいるというデザインである。

### 1992年-1996年（コモロ・イスラム連邦共和国）

1992年-1996年まで使われた旗。

アーメド・アブダラ体制終焉から3年後、1992年に国旗がまた変更された。白い三日月は上向きとなっており、三日月の端から端を直線でつなぐように星が4つついているデザインである。
旗は、実際は1978年から使用自体はされていた。公式に採用されたのが1992年6月7日となっている。

### 1996年-2001年（コモロ・イスラム連邦共和国）

1996年-2001年まで使われた旗。

1995年9月、ボブ・ドゥナールはモハメド・ジョハル大統領を打倒し実権を握った。最終的にクーデターはフランス軍によって鎮静化された。
鎮静後もジョハルはコモロで大統領になることはできず、大統領職にはモハメド・タキが付いた。
1996年10月20日、モハメド・タキ大統領は憲法を改正。この際国旗も変更された。
国旗のデザインは緑の地に三日月と4つの星、そして「مهمّد（ムハンマド）」と「اللّه（アッラー）」の言葉が左下と右上に追加されている。旗の比率は3:5に変更された。

### 2001年-（コモロ連合）

2001年から現在にかけて使用されている国旗

2001年国名がコモロ連合となった。12月23日、憲法改正に伴い国旗を変更した。
黄色は太陽と進歩、そしてムワリ島を表し、白は自由と純粋さ、そしてマオレ島（マヨット）、赤はフランスからの独立闘争で流された血とンズワニ島を表し、青はインド洋とンジャジジャ島、緑と三日月はイスラム教を表している。
4つの白い五角星はマヨットを含むコモロ諸島4島を表している。

## デザイン
黄色は太陽と進歩、そしてムワリ島を表し、白は自由と純粋さ、そしてマオレ島、赤はフランスからの独立闘争で流された血とンズワニ島を表し、青はインド洋とンジャジジャ島、緑と三日月はイスラム教を表している。4つの白い五角星はマヨットを含むコモロ諸島4島を表している。
2001年発布のコモロ連合憲法第1条においては、以下のようにされている。
国旗は、黄、白、赤、青に、緑の下地に右向きの白い三日月、そして三日月の端から端まで（月と星が）二等辺三角形になるよう並んだ4つの白い星で構成されてなくてはならない。

?現在の国旗（縦横比2:3の別タイプ）

縦横比は、何度か変更されている。

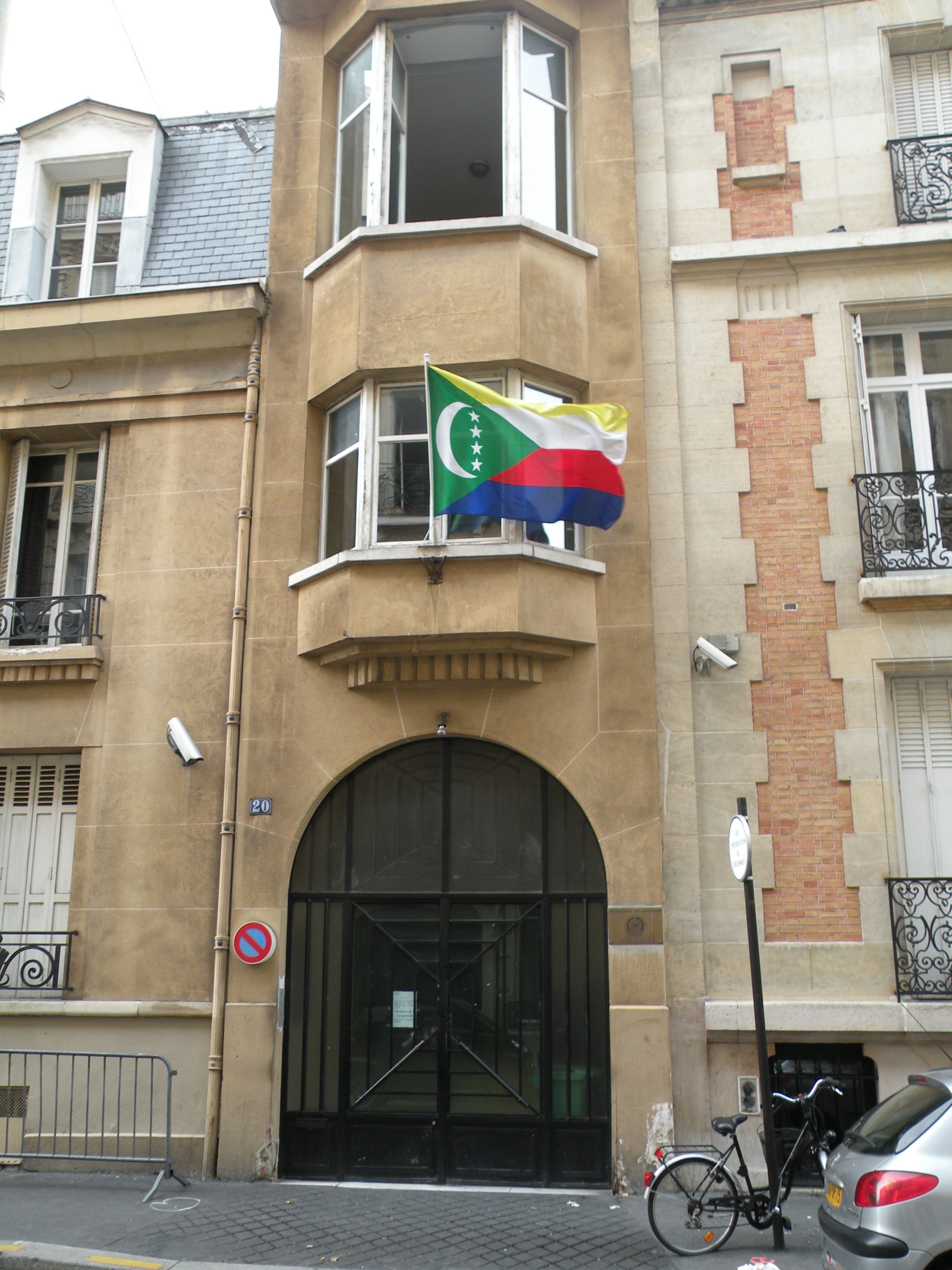
パリで掲揚されるコモロの国旗。

フランス植民地時代はフランスの国旗を用いており比率は2:3であった。その後イギリス占領時は1:2、コモロ国として独立した時に2:1に変更され、コモロ・イスラム連邦共和国時代の1996年の変更からは3:5となっている。
| 表現方法 | 緑       | 黄色      | 白          | 赤        | 青       |
| -------- | -------- | --------- | ----------- | --------- | -------- |
| Pantone  | 355      | 109       | Safe        | 32        | 293      |
| RGB      | 0-150-57 | 255-209-0 | 255–255–255 | 239-51-64 | 0-61-165 |
| HTML     | 009639   | FFD100    | FFFFFF      | EF3340    | 003DA5   |

## 過去の国旗

?フランス時代の旗
?イギリス占領期の旗
?1975年-1976年の国旗
?1976年-1978年の国旗
? 1978年-1992年の国旗
? 1992年-1996年の国旗
? 1996年-2001年の国旗

## 各島の国旗
- グランドコモロ島の旗
- アンジュアン島の旗
- モヘリ島の旗（2003年-）
- アンジュアン島の旗（1997年-2012年）
- モヘリ国の国旗（1997年～2001年）
- アンジュアン国の国旗（1997年-2001年）